# ISO 3166-2:ES

## Cộng đồng tự trị (17)es:comunidad autónoma
| Mã ISO 3166-2 | Cộng đồng tự trị            | Cộng đồng tự trị   |
| Mã ISO 3166-2 | Tên đầy đủ                  |                    |
| ------------- | --------------------------- | ------------------ |
| AN            | Andalucía                   | Andalusia          |
| AR            | Aragón                      | Aragon             |
| O             | Asturias, Principado de     | Công quốc Asturias |
| CN            | Canarias                    | Quần đảo Canaria   |
| S             | Cantabria                   | Cantabria          |
| CM            | Castilla-La Mancha          | Castile-La Mancha  |
| CL            | Castilla y León             | Castile và León    |
| CT            | Cataluña                    | Catalonia          |
| EX            | Extremadura                 | Extremadura        |
| GA            | Galicia                     | Galicia            |
| IB            | Illes Balears               | Quần đảo Baleares  |
| LO            | La Rioja                    | La Rioja           |
| M             | Madrid, Comunidad de        | Cộng đồng Madrid   |
| MU            | Murcia, Región de           | Murcia             |
| NA            | Navarra, Comunidad Foral de | Navarra            |
| PV            | País Vasco                  | Xứ Basque          |
| VC            | Valenciana, Comunidad       | Cộng đồng Valencia |

## Tỉnh (50)es:provincia
| Mã ISO 3166-2 | Tỉnh                   | Tỉnh                   | Cộng đồng tự trị |
| Mã ISO 3166-2 | Tên đầy đủ             |                        | Cộng đồng tự trị |
| ------------- | ---------------------- | ---------------------- | ---------------- |
| ES-VI         | Álava                  | Álava                  | PV               |
| ES-AB         | Albacete               | Albacete               | CM               |
| ES-A          | Alicante               | Alicante               | VC               |
| ES-AL         | Almería                | Almería                | AN               |
| ES-O          | Asturias               | Asturias               | O                |
| ES-AV         | Ávila                  | Ávila                  | CL               |
| ES-BA         | Badajoz                | Badajoz                | EX               |
| ES-PM         | Baleares               | Quần đảo Baleares      | IB               |
| ES-B          | Barcelona              | Barcelona              | CT               |
| ES-BU         | Burgos                 | Burgos                 | CL               |
| ES-CC         | Cáceres                | Cáceres                | EX               |
| ES-CA         | Cádiz                  | Cádiz                  | AN               |
| ES-S          | Cantabria              | Cantabria              | S                |
| ES-CS         | Castellón              | Castellón              | VC               |
| ES-CR         | Ciudad Real            | Ciudad Real            | CM               |
| ES-CO         | Córdoba                | Córdoba                | AN               |
| ES-CU         | Cuenca                 | Cuenca                 | CM               |
| ES-GI         | Girona                 | Girona                 | CT               |
| ES-GR         | Granada                | Granada                | AN               |
| ES-GU         | Guadalajara            | Guadalajara            | CM               |
| ES-SS         | Guipuscoa              | Guipuscoa              | PV               |
| ES-H          | Huelva                 | Huelva                 | AN               |
| ES-HU         | Huesca                 | Huesca                 | AR               |
| ES-J          | Jaén                   | Jaén                   | AN               |
| ES-C          | A Coruña               | A Coruña               | GA               |
| ES-LO         | La Rioja               | La Rioja               | LO               |
| ES-GC         | Las Palmas             | Las Palmas             | CN               |
| ES-LE         | León                   | León                   | CL               |
| ES-L          | Lleida                 | Lérida                 | CT               |
| ES-LU         | Lugo'                  | Lugo                   | GA               |
| ES-M          | Madrid                 | Cộng đồng Madrid       | M                |
| ES-MA         | Málaga                 | Málaga                 | AN               |
| ES-MU         | Murcia                 | Murcia                 | MU               |
| ES-NA         | Navarra                | Navarra                | NA               |
| ES-OR         | Ourense                | Ourense                | GA               |
| ES-P          | Palencia               | Palencia               | CL               |
| ES-PO         | Pontevedra             | Pontevedra             | GA               |
| ES-SA         | Salamanca              | Salamanca              | CL               |
| ES-TF         | Santa Cruz de Tenerife | Santa Cruz de Tenerife | CN               |
| ES-SG         | Segovia                | Segovia                | CL               |
| ES-SE         | Sevilla                | Sevilla                | AN               |
| ES-SO         | Soria                  | Soria                  | CL               |
| ES-T          | Tarragona              | Tarragona              | CT               |
| ES-TE         | Teruel                 | Teruel                 | AR               |
| ES-TO         | Toledo                 | Toledo                 | CM               |
| ES-V          | Valencia               | Valencia               | VC               |
| ES-VA         | Valladolid             | Valladolid             | CL               |
| ES-BI         | Vizcaya                | Biscay                 | PV               |
| ES-ZA         | Zamora                 | Zamora                 | CL               |
| ES-Z          | Zaragoza               | Zaragoza               | AR               |

## Thành phố tự trị (2)es:ciudades autónomas en el Norte de África
| Mã ISO 3166-2 | Thành phố tự trị | Thành phố tự trị |
| Mã ISO 3166-2 | Tên đầy đủ       |                  |
| ------------- | ---------------- | ---------------- |
| ES-CE         | Ceuta            | Ceuta            |
| ES-ML         | Melilla          | Melilla          |